# Играев, Алексей Александрович
Алексе́й Алекса́ндрович Игра́ев (27 июля 1972, Херсон) — украинский гребец-каноист, выступал за сборную Украины на всём протяжении 1990-х годов. Участник двух летних Олимпийских игр, чемпион СНГ, победитель многих регат республиканского и международного значения.

## Биография
Алексей Играев родился 27 июля 1972 года в городе Херсоне Украинской ССР. Активно заниматься греблей начал в раннем детстве, проходил подготовку в местной детско-юношеской спортивной школе.
Первого серьёзного успеха на взрослом международном уровне добился в 1992 году, когда вместе с напарником Александром Грамовичем стал чемпионом СНГ в зачёте двухместных каноэ на дистанции 1000 метров. Вошёл в состав Объединённой команды бывших советских республик, созданной для участия в летних Олимпийских играх в Барселоне — совместно с тем же Грамовичем стартовал в зачёте двухместных каноэ на тысяче метрах, благополучно дошёл до финальной стадии, но в решающем заезде финишировал лишь восьмым.
После окончательного распада Советского Союза продолжил выступать за сборную Украины, в течение нескольких лет регулярно принимал участие в крупнейших международных регатах. Благодаря череде удачных выступлений удостоился права защищать честь страны на Олимпийских играх 1996 года в Атланте, где совместно с Александром Литвиненко стартовал в двойках на пятистах и тысяче метрах — в обоих случаях сумел дойти лишь до стадии полуфиналов.